# John Eisenhower
John Sheldon Doud Eisenhower (Denver, 3 de agosto de 1922 — Trappe, 21 de dezembro de 2013) foi um diplomata, historiador e militar americano, filho do 34º Presidente dos Estados Unidos da América, Dwight D. Eisenhower.

## Biografia
John foi o segundo filho de Dwight Eisenhower e sua esposa, Mamie Doud Eisenhower. O primeiro filho do casal, seu irmão Doud, morreu aos 3 anos de idade, em 1921, vítima de escarlatina. John seguiu os passos de seu pai e ingressou na Academia Militar dos Estados Unidos, de onde foi enviado para os campos de batalha da Segunda Guerra Mundial; mais precisamente no desembarque da Normandia, sob controle de seu pai, o então general Eisenhower. Após o fim da 2ª Guerra, John manteve sua carreira militar, servindo na Guerra da Coreia.
Nos anos 60, tornou-se militar da reserva, passando a seguir carreira diplomática. Durante a administração de Richard Nixon (que foi vice-presidente de Eisenhower nos anos 50), John Eisenhower tornou-se o 45º embaixador dos Estados Unidos na Bélgica, entre 14 de Maio de 1969 e 28 de Setembro de 1971. Após este período, serviu à agências e comitês dos presidentes Nixon e Ford, para assuntos internos dos Estados Unidos. Sua expertise em assuntos militares e diplomáticos lhe permitiu publicar diversos livros, abordando temas dos mais variados em ambas as áreas.
Eisenhower casou-se 2 vezes. No primeiro casamento(1947-1986), com Barbara Jean Thompson; teve 4 filhos. Após divorciar-se, casou-se novamente em 1988, com Joanne Thompson; com quem permaneceu até a morte. O casal não teve filhos.
John faleceu em Trappe, Maryland; em 21 de Dezembro de 2013, aos 91 anos.